# Warroad
Warroad – miasto w Stanach Zjednoczonych, w stanie Minnesota, w hrabstwie Roseau.